# Julius Schreck

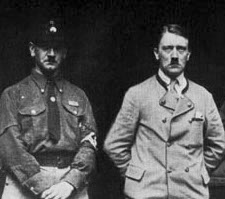
Julius Schreck (links) und Adolf Hitler, 1925. Foto: Erhard Heiden

Julius Schreck (* 13. Juli 1898 in München; † 16. Mai 1936 ebenda) war ein deutscher NS- und SS-Funktionär. Er war der Fahrer und Leibwächter Adolf Hitlers und gilt im Allgemeinen als Vater der SS.

## Leben
Schreck war ein Sohn des Kaufmanns Julius Schreck und seiner Ehefrau Magdalena, geb. Prem. Nach dem Besuch der Volksschule begann Schreck 1912 eine kaufmännische Lehre in dem Pelzwarengeschäft Bernhard Bauch, die er 1915 abschloss. Daneben besuchte er die Kaufmännische Fortbildungsschule.
Am 1. Februar 1916 trat Schreck als Kaufmann in die Kriegslederaktiengesellschaft in München ein, für die er bis zu seiner Einberufung zum Militär am 1. Dezember 1916 tätig war. Beim Militär wurde er dem 1. Bayerischen Fussartillerieregiment in Mainz zugeteilt. Am 14. April 1917 kam Schreck an die Front. Am 10. November 1918 wurde er zum Obergefreiten ernannt und am 9. Februar 1919 wegen Tapferkeit zum Unteroffizier befördert. Anlässlich seiner Entlassung aus der Armee am 23. April 1919 wurde er zum Vizefeldwebel befördert.
Julius Schreck war nach Ende des Ersten Weltkrieges, an dem er als Fußartillerist teilgenommen hatte, Mitglied verschiedener Freikorpseinheiten, so des Freikorps Epp und auch der Brigade Erhardt.
Am 5. Oktober 1921 trat Schreck in die NSDAP ein. Vom 1. Januar 1922 bis 15. Januar 1923 war er Schalterbeamter im Parteibüro der NSDAP in der Münchner Corneliusstraße. Im Mai 1923 wechselte Schreck in das neuerrichtete Büro der Sturmabteilung in der Münchener Schellingstraße, wo er unter Hermann Göring arbeitete.
Ab Januar 1923 baute Schreck mit seiner Freikorpseinheit die Dachauer und Münchner SA auf. Im April des gleichen Jahres zogen sich die Freikorpseinheiten aus der Partei zurück; Schreck verblieb hingegen mit wenigen Anhängern in dieser. Dort rekrutierte er auf Wunsch Hitlers den Stoßtrupp Adolf Hitler – eine Vorläuferorganisation der späteren SS, die sich ursprünglich aus acht im Straßenkampf erprobten Freikorpsangehörigen zusammensetzte. Diese Ur-Mitglieder waren Joseph Berchtold, Ulrich Graf, Emil Maurice, Christian Weber, Josef Dietrich, Rudolf Heß, Jakob Grimminger und Walter Buch.
Nach der Neugründung der NSDAP im Februar 1925 trat Schreck dieser erneut bei, wobei er die prestigeträchtig niedrige Mitgliedsnummer 53 erhielt. Der Stoßtrupp diente zunächst nur dem persönlichen Schutz Hitlers. Später erhielten auch örtliche Parteiorganisationen solche Stabswachen, die am 1. April 1925 im Zuge der Wiederzulassung der NSDAP am 17. Februar 1925 als Saal-Schutz [S.S.] gegründet wurden. Am 9. November 1925 wurden die Stabswachen in Schutzstaffeln umbenannt.
Die Uniform des Stoßtrupps ähnelte stark jener der SA. Einziger deutlicher Unterschied waren die schwarzen Skimützen mit dem Totenkopfabzeichen, jenem Symbol, welches später auch in den verschiedenen SS-Verbänden Verwendung fand. Schreck hatte diese von der Brigade Ehrhardt übernommen.
Damit hatte Schreck den Grundstein für die spätere Schutzstaffel der NSDAP gelegt. Von 1925 bis 1926 war er offiziell Oberleiter der SS, aus dem ein Jahr später die Dienststellung des Reichsstaffelführers („Reichs-SS-Führer“) hervorging, ohne einen höheren Dienstrang zu besitzen.
Innerhalb der SS wurde Schreck (erst) am 3. August 1932 mit einem Offiziers-Dienstrang versehen, zum SS-Sturmführer (Leutnant) und am 9. November gleichen Jahres zum SS-Sturmhauptführer (Hauptmann/Rittmeister) ernannt. Seine Ernennung zum SS-Sturmbannführer erfolgte bereits zum 30. Januar 1933 und die zum SS-Standartenführer am 21. März gleichen Jahres. Am 30. Januar 1934 erfolgte seine Ernennung zum SS-Oberführer. Politisch spielte Schreck nach 1933 nur noch eine untergeordnete, und de facto bedeutungslose, Rolle, da die erste Dienstaltersliste der SS ihn nur noch als Angehöriger des Führerbegleitkommandos auswies. Am 30. Juni 1934 war er direkt beteiligt. Die zweite Dienstaltersliste wies ihn nach seiner Ernennung zum SS-Brigadeführer, die zum 1. Januar 1935 vollzogen wurde, „z. b. V. RFSS“, zur besonderen Verwendung des Reichsführer SS, aus.
1936 erkrankte Julius Schreck an einer Hirnhautentzündung, der er schließlich erlag. Adolf Hitler sorgte dafür, dass Schreck ein Staatsbegräbnis und Nachehrungen erhielt. Die 1. SS-Standarte München führte nun die „Titulatur“ Julius Schreck. Nach Schreck wurden vielerorts Straßen umbenannt, welche nach dem Krieg wieder ihren alten Namen erhielten.
Sein Nachfolger als Fahrer Hitlers wurde Erich Kempka.

## Zeitgenössische Literatur
- Dienstaltersliste der Schutzstaffel der NSDAP, Stand vom 1. Oktober 1934, Hrsg. Personalabteilung des RF SS, Buchdruckerei Birkner, vorm. Hermes, München 1934. Reprint: Privates Institut für Deutsche Phaleristik und Militärgeschichte, Osnabrück 2016, S. 4 f. ISBN 978-3-95868-056-2.